# Cyclone Effect
『Cyclone Effect』（サイクロン エフェクト）は、日本の女性歌手・沙帆と、ギタリストのAYANOが、「Labor Day」名義でリリースした楽曲。

## 収録曲
1. Cyclone Effect
  - 作詞：藤林聖子 / 作曲：AYANO / 歌・編曲：Labor Day
  - テレビ朝日系列特撮テレビドラマ『仮面ライダーW』挿入歌。
2. Cyclone Effect acoustic edit.
3. Cyclone Effect instrumental
4. Cyclone Effect acoustic edit. instrumental